# 아리스가와 오토메
아리스가와 오토메(일본어: 星宮いちご)/슈는 아케이드 게임, 텔레비전 애니메이션 《아이 엠 스타!》의 등장인물.

## 소개
- 학년 - 고등부 1학년
- 생일 - 5월 5일
- 별자리 - 황소자리
- 혈액형 - O형
- 좋아하는 음식 - 햄버그 스테이크, 오므라이스, 스파게티, 부드럽고 달콤한 디저트(푸딩, 아이스크림, 마카롱, 머랭쿠키 등)
- 싫어하는 음식 - 피망, 완두콩, 셀러리, 여주 등
- 특기 - 동물 흉내 내기
- 키 - 153cm
- 이미지 컬러 - 노랑
- 타입 - 팝
- 좋아하는 브랜드 - 해피 레인보우
- 소속 그룹 - 푸아 푸아 프리링(리더), AIKATSU☆STARS!

## 캐릭터
귀여운 것과 달콤한 것을 좋아하는 미소녀로 달콤하고 부드러운 디저트를 좋아하며 무언가가 마음에 들었을 때 러브 유/알러뷰~♡라는 말버릇이 있다.

## 상세
이치고, 아오이, 란과는 다른 반이며 유리카와 같은 반이다. 부모님은 유치원을 운영한다. 어렸을 때는 높은 곳을 무서워해 미끄럼틀도 타지 못했지만 미즈키, 이치고, 아오이, 란, 유리카, 카에데, 사쿠라,마리아, 그리고 시온과 단짝이다. 현재는 그룹과 솔로 가수를 병행하고 있다.